# Nimm mich mit, Freddy
Nimm mich mit, Freddy (in einer Version als Nimm mich mit, Freddy (20 weltweite Erfolge) veröffentlicht) ist das 36. Studioalbum des österreichischen Schlagersängers Freddy Quinn, das 1978 von den Musiklabels Polydor und Ex Libris in verschiedenen Versionen auf Schallplatte und Kompaktkassette in Deutschland, Österreich und der Schweiz veröffentlicht wurde.

## Veröffentlichung
Das Album wurde in folgenden Versionen veröffentlicht:
| Musiklabel | Label-Nummer                   | Tonträger                 | Land | Weitere(s) Unternehmen | Rechtegesellschaft                                                                 |
| ---------- | ------------------------------ | ------------------------- | --- | --- | ---------------------------------------------------------------------------------- |
| Polydor    | 2371 952                       | Schallplatte              | Österreich | HofmannDruck (Druck) | Austro Mechana                                                                     |
| Polydor    | - 33 257-7 - 33 257 7          | Kompaktkassette           | Deutschland | | Gesellschaft für musikalische Aufführungs- und mechanische Vervielfältigungsrechte |
| Polydor    | 2371 952                       | Schallplatte              | Deutschland | |                                                                                    |
| Ex Libris  | XL 173 024                     | Schallplatte              | Schweiz | HofmannDruck | Austro Mechana                                                                     |
| Polydor    | 3236 618                       | Kompaktkassette           | Deutschland | Deutsche Grammophon GmbH (Hersteller) | Gesellschaft für musikalische Aufführungs- und mechanische Vervielfältigungsrechte |
| Ex Libris  | MX 3423 092                    | Kompaktkassette           | Schweiz | | Austro Mechana                                                                     |
| Polydor    | 2472 618                       | Schallplatte              | Deutschland | | Gesellschaft für musikalische Aufführungs- und mechanische Vervielfältigungsrechte |
| Polydor    | 2475 618                       | Schallplatte              | Österreich | - Deutsche Grammophon GmbH (Plattenfirma) - Polydor International GmbH (Phonographisches Copyright) - HofmannDruck (Druck) - PRS Hannover (Acetat-Lack-Schnitt) |                                                                                    |
| Polydor    | 34 414-3                       | Schallplatte              | Deutschland | - Deutsche Grammophon GmbH (Plattenfirma) - Polydor International GmbH (Phonographisches Copyright) - Veröffentlicht durch: New Dayglow, MUZ, Connelly, Sikorski, Ufaton, Europaton, Esperanza, Edition Doma, Esplanade, Melodie der Welt, Glocken-Verlag, Tempoton, Edition Esplanade, RMI, Aberbach, Francis, Day & Hunter, Chappell - Josef Grütter (Druck)                                               | Gesellschaft für musikalische Aufführungs- und mechanische Vervielfältigungsrechte |
| Polydor    | - 27 654-3 - 27654-3 - 276 543 | Schallplatte              | Deutschland | - Deutsche Grammophon GmbH (Plattenfirma) - Polydor International GmbH (Phonographisches Copyright) - Veröffentlicht durch: New Dayglow, MUZ, Connelly, Sikorski, Ufaton, Europaton, Esperanza, Edition Doma, Esplanade, Melodie der Welt, Glocken-Verlag, Tempoton, Edition Esplanade, RMI, Aberbach, Francis, Day & Hunter, Chappell - Josef Grütter (Druck) - Bertelsmann Club (Exklusiver Einzelhändler) | Gesellschaft für musikalische Aufführungs- und mechanische Vervielfältigungsrechte |
| Polydor    | 22 348-8                       | Kompaktkassette           | Deutschland | | Gesellschaft für musikalische Aufführungs- und mechanische Vervielfältigungsrechte |
| Polydor    | 2475 618                       | Schallplatte (Neuauflage) | Deutschland | | Gesellschaft für musikalische Aufführungs- und mechanische Vervielfältigungsrechte |
| Polydor    | 3236 618                       | Kompaktkassette           | Österreich - Polydor International GmbH (Phonographisches Copyright) - Polydor GmbH (Aufnahme) - Veröffentlicht durch: New Dayglow, MUZ, Connelly, Sikorski, Ufaton, Europaton, Esperanza, Edition Doma, Esplanade, Melodie der Welt, Glocken-Verlag, Tempoton, Edition Esplanade, RMI, Aberbach, Francis, Day & Hunter, Chappell - Menzel Druck (Druck) | Gesellschaft für musikalische Aufführungs- und mechanische Vervielfältigungsrechte |                                                                                    |

## Schallplatten-/Kassettenhülle
Auf der Schallplattenhülle ist Freddy Quinn zu sehen, während er am Fensterplatz eines Flugzeuges sitzt. Durch das Flugzeugfenster im Hintergrund sieht man zwei Turbinen und eine vom überflogenen Meer umgebene Insel. Der Schriftzug „Freddy Quinn“ ist oben in gelben Großbuchstaben angebracht und der Albumtitel darunter in roter Schrift. Darunter ist der Zusatz „20 weltweite Erfolge“ in gelber Schrift zu lesen. Bei einigen Versionen sind auf der Schallplattenhülle einige Liedtitel angebracht. 
Auf der Kassettenhülle ist dasselbe Bild verwendet, jedoch sind bei den Kassettenhüllen generell einige Liedtitel angebracht.

## Musik
Das Album wurde von Joe Kirsten arrangiert. Zu den Urhebern der einzelnen Lieder siehe die Titelliste.

## Titelliste
Das Album beinhaltet folgende 20 Titel:
- Seite 1

1. Morning Sky – Geschrieben von Hans Bouwens und Kurt Hertha.
2. Heimweh – Geschrieben von Frank Miller, Richard Dehr und Terry Gilkyson. Im Original von Mindy Carson with Ray Conniff’s Orchestra & The Columbians.[4]
3. Die Gitarre und das Meer – Geschrieben von Aldo von Pinelli und Lotar Olias.
4. La Paloma – Arrangiert von Freddy Quinn, Horst Wende und Victor Bach. Ursprünglich von Sebastián de Yradier komponiert.[5]
5. Spanish Eyes – Geschrieben von Bert Kaempfert, Charles Singleton und Eddie Snyder. Im Original als Moon Over Naples bekannt.[6]
6. Der Baum des Lebens – Geschrieben von Freddy Quinn und Peter Held.
7. La botella – Geschrieben von Freddy Quinn.
8. Aloa Oe – Arrangiert von Victor Bach. Die deutsche Version wurde von Günter Loose geschrieben, das Original von Liliʻuokalani komponiert.[7]
9. Wolgalied – Komponiert von Franz Lehár, der Text stammt von Béla Jenbach und Heinz Reichert, arrangiert von Horst Wende.[8]
10. Junge, komm bald wieder – Geschrieben von Lotar Olias und Walter Rothenburg.

- Seite 2

1. Das große Spiel – Geschrieben von Freddy Quinn und Victor Bach.
2. Heimatlos – Geschrieben von Lotar Olias und Peter Moesser.
3. Cigarettes and Whisky – Geschrieben von Peter Moesser und Tim Spencer. Im Original als Cigareetes, Whusky, And Wild, Wild Women von The Sons of the Pioneers veröffentlicht.[9]
4. Der Junge von St. Pauli – Geschrieben von Freddy Quinn, der Text stammt von Ernst Bader.
5. La Guitarra Brasiliana – Geschrieben von Lotar Olias mit einem Text von Günter Loose.
6. Rolling Home – Arrangiert von Horst Wende. Im Original ein Volkslied (Shanty).[10]
7. 100 Mann und ein Befehl – Geschrieben von Barry Sadler, Ernst Bader und Robin Moore. Im Original als The Ballad of the Green Berets bekannt.[11]
8. Vaya Con Dios – Geschrieben von Buddy Pepper, Inez James und Larry Russell. Im Original von Anita O’Day gesungen.[12]
9. Irgendwann gibt’s ein Wiedersehn – Geschrieben von Lotar Olias mit einem Text von Günter Loose.
10. Komm, ich zeige dir die Welt – Geschrieben von Joe Kirsten und Peter Held.